# Baron Grenfell

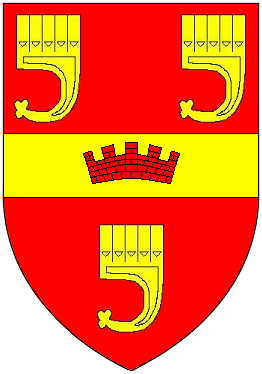
Wappen der Familie Grenfell

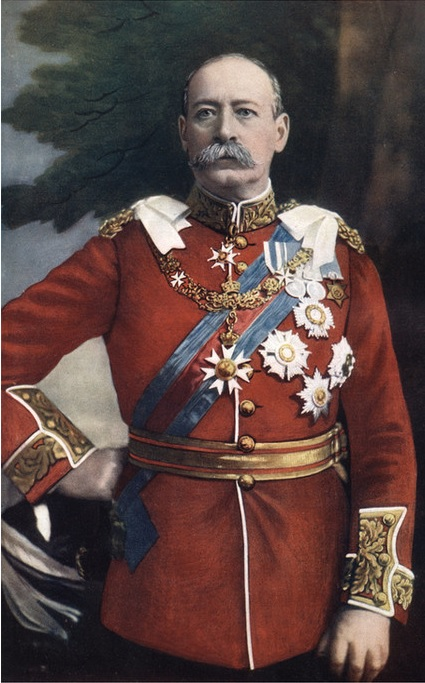
Francis Grenfell, 1. Baron Grenfell aus Celebrities of the Army, London 1900

Baron Grenfell, of Kilvey in the County of Glamorgan, ist ein erblicher britischer Adelstitel in der Peerage of the United Kingdom.

## Geschichte
Der Titel wurde am 19. Juli 1902 für den Offizier Sir Francis Wallace Grenfell geschaffen. Dieser hatte insbesondere in Ägypten während des Urabi- und des Mahdi-Aufstandes gedient. Er war Sirdar der Ägyptischen Armee gewesen, später dann Gouverneur von Malta und Oberbefehlshaber in Irland.
Nachfolger wurde sein ältester Sohn Pascoe. Dieser war Deputy Speaker des House of Lords. 
Dessen Sohn, der Europapolitiker Julian Grenfell, erbte den Titel 1976. Er verlor durch den House of Lords Act 1999 seinen Sitz im House of Lords. Er wurde am 17. April 2000 als Baron Grenfell of Kilvey, of Kilvey in the County of Swansea, erhoben und konnte dadurch wieder einen Sitz im House of Lords einnehmen. Am 31. März 2014 schied er auf eigenen Wunsch hin aus dem House of Lords aus.

## Liste der Barone Grenfell (1902)
- Francis Grenfell, 1. Baron Grenfell (1841–1925)
- Pascoe Grenfell, 2. Baron Grenfell (1905–1976)
- Julian Grenfell, 3. Baron Grenfell, Baron Grenfell of Kilvey (* 1935)

Voraussichtlicher Titelerbe (Heir Presumptive) ist der Cousin, des aktuellen Titelinhabers, Richard Arthur St Leger Grenfell (* 1966).